# Astymachus exilis
Astymachus exilis är en stekelart som beskrevs av Prinsloo 1989. Astymachus exilis ingår i släktet Astymachus och familjen sköldlussteklar. Inga underarter finns listade.